# Stephen Shingles
Stephen Shingles – brytyjski skrzypek i altowiolista, jego partie zagrane na altówce pojawiły się w dwóch utworach zespołu The Beatles: Eleonor Rigby i She's Leaving Home.
Rozpoczął karierę muzyczną jako solista chóru w katedrze w Norwich, a po otrzymaniu stypendium w Royal Academy of Music w Londynie, studiował skrzypce u znanego wirtuoza Rowsby Woofa, a następnie altówkę w klasie Winifred Copperwheat. Przez sześć lat był pierwszym skrzypkiem Londyńskiej Orkiestry Symfonicznej, przez 12 lat był członkiem Hirsch String Quartet. Od 1961 roku był jednym z głównych członków zespołu Academy of St. Martin in the Fields, z którym nagrał wiele płyt.
Od 1965 r. był członkiem Royal Academy of Music i profesorem altówki tamże. Jako muzyk pojawił się na ponad 60 albumach muzyki klasycznej i filmowej. Przez wiele lat grał na altówce Antonio Casiniego z Modeny, rocznik 1660, która ostatecznie została sprzedana na aukcji w 2015 roku za rekordową sumę 278.429,00 USD.

## Dyskografia (z własnym nazwiskiem na okładce)
- Michael Haydn / Joseph Haydn. Duo Concertante For Viola And Organ / Organ Concerto In C Major (1970)[5] – płyta nagrana w duecie z Simonem Pistonem.
- Peer Gynt (Incidental Music) (1983)[6] – płyta nagrana wraz z takimi muzykami, jak: Neville Marriner, Lucia Popp, Stephen Shingles, Ambrosian Singers, John McCarthy i Academy of St. Martin-in-the-Fields.